# 箐河傈僳族乡
箐河傈僳族乡，是中华人民共和国四川省攀枝花市盐边县曾经下辖的一个民族乡。2019年12月，撤销箐河傈僳族乡，将所属行政区域划归永兴镇管辖。

## 行政区划
箐河傈僳族乡撤销前下辖以下地区：
箐河社区村、青山社区村、作坊社区村、板依社区村、石龙社区村和岩门社区村。